# Brachynemurus exiguus
Brachynemurus exiguus är en insektsart som först beskrevs av Navás 1920.  Brachynemurus exiguus ingår i släktet Brachynemurus och familjen myrlejonsländor. Inga underarter finns listade i Catalogue of Life.